# Leptocerus manichyana
Leptocerus manichyana är en nattsländeart som beskrevs av Schmid 1987. Leptocerus manichyana ingår i släktet Leptocerus och familjen långhornssländor. Inga underarter finns listade i Catalogue of Life.